# Split jazyka

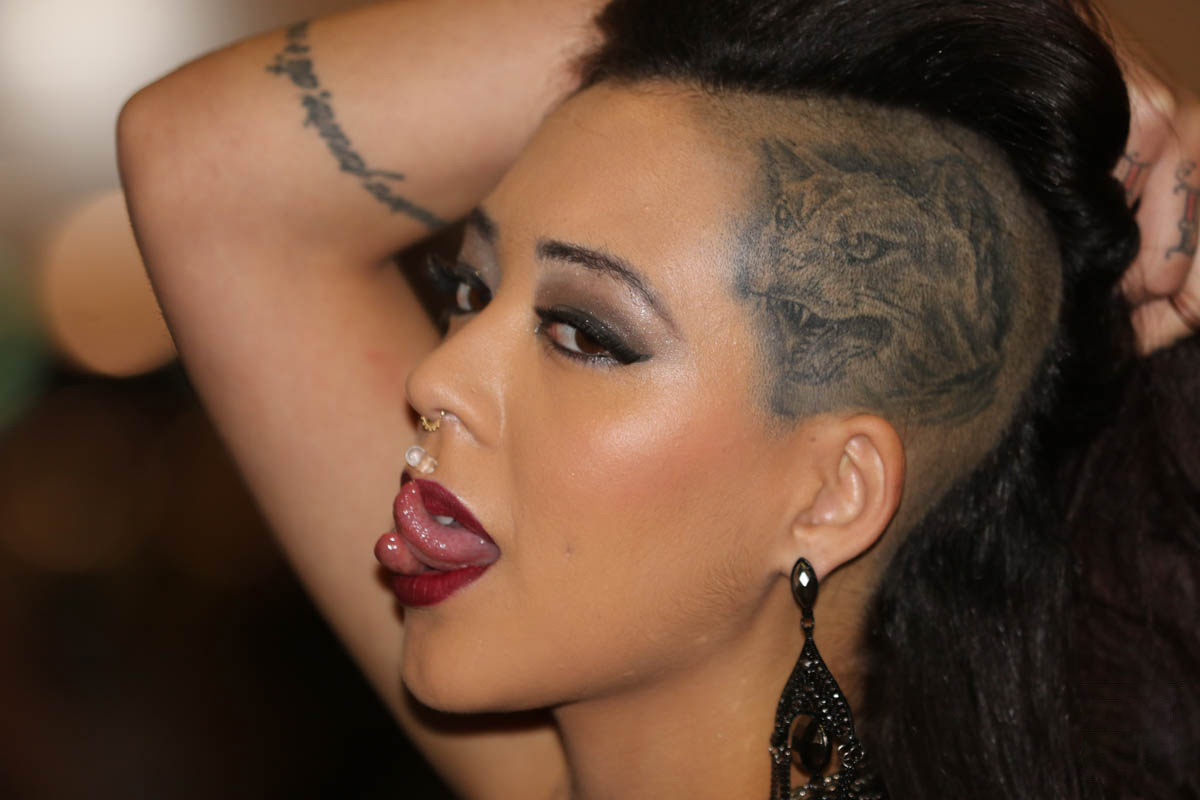
Split jazyka

Split jazyka neboli hadí jazyk je modifikace jazyka, která se se provádí proříznutím jazyka od špičky směrem dozadu a následnou úpravou rány tak, aby již nekrvácela a opět nesrostla. Tím jazyk získá rozeklaný tvar a obě poloviny je možné kontrolovat a ovládat nezávisle na sobě.
Tento zákrok sice v historii nepatřil mezi nejběžnější tělesné modifikace, ale přece jen se někdy používal. V minulosti měl náboženský význam – jogíni používali metodu pro duchovní potřeby. Věřili, že jim split umožní vstřebání boha. V mytologii lze hadí jazyk spatřit na zpodobnění mnoha bohů, napříč kulturami. Většinou byli tito bohové spojováni se zlem a negativními vlastnostmi. Velký rozruch vyvolali v roce 1997 první dva lidé, kteří podstoupili zákrok v novodobé historii a dostali se díky tomu na obálky časopisů s tematikou modifikace. Od té doby zájem o hadí jazyk prudce narostl a po roce 2000 už se stal jednou z nejoblíbenějších těžších modifikací.

## Proces
Split jazyka lze provést více způsoby, které se od sebe navzájem liší nejen svým provedením, ale i následnou péčí. Jedním ze způsobů je rozštěpení laserem. To se může provést na ústní chirurgii, pokud tomu doktor vyhoví. Samotný proces zabere asi jen 15 minut, pouhý měsíc pak trvá kompletní zahojení. Jedná se o metodu, při níž je krvácení maximálně omezeno a dojde k němu jen při zašívání ran. Mimo laseru lze jazyk rozdělit i skalpelem. Jedná se o poměrně krvavou metodu a tak je často doprovázena poleptáním nebo pálením rány, čímž se krvácení redukuje. Hojení je opět velmi rychlé, a tak zhruba po dvou týdnech je už možné jíst normální stravu.
Zajímavá je jedna z prvních používaných neprofesionálních metod, kterou si zájemci nahrazovali zákrok odborníka. Nejdříve se provedl klasický piercing jazyka, poté, když byl jazyk zahojen, jím byla provléknuta nit, která tvořila smyčku v místech, kde měl být jazyk rozříznut. Smyčka se utahovala, co nejpevněji to jen šlo, čímž se jazyk trhal od dírky pro piercing ke špičce. Když už zbýval jen poslední kousek, často byl rozstřižen nebo rozříznut. Tato metoda přinášela samozřejmě mnohdy zdravotní problémy, nehledě na týdny silné bolesti a neschopnosti jíst a artikulovat.

## Rizika
Za předpokladu, že zákrok provádí kvalifikovaný odborník, jsou rizika zanedbatelná a komplikace, které se objeví během hojení pod dohledem a péčí profesionála, jsou většinou jednoduše řešitelné. Riziko může tvořit nadměrná ztráta krve v případě, že se v jazyce nařízne větší céva, ale to se stává převážně, když je řez veden příliš daleko od špičky jazyka. Infekce a jizvení jsou v případě splitu velmi výjimečné.